# Garu Tempane (distrito)
Garu Tempane es un distrito de la región Alta Oriental de Ghana. En septiembre de 2018 tenía una población estimada de 154 214 habitantes.
Se encuentra ubicado al noreste del país, cerca de la frontera con Burkina Faso y Togo.